# Wilde peer
De wilde peer (Pyrus pyraster, basioniem: Pyrus communis var. pyraster) is een plant uit de rozenfamilie (Rosaceae). Het is een boom die van nature in West-Europa voorkomt. Hij kan 8 tot 20 meter hoog worden, maar komt ook voor als middelgrote struik met een hoogte van 2 tot 4 meter. Hij bloeit van april tot mei. Anders dan bij gekweekte peren hebben de takken doorns. Hij kan 100 tot 150 jaar oud worden. De vruchten bevatten steencellen.
De gekweekte peer (Pyrus communis) stamt mogelijk van de wilde peer af.